# Ondřej Berndt
Pour les articles homonymes, voir Berndt.
Ondřej Berndt, né le 20 septembre 1988 à Jablonec nad Nisou, est un skieur alpin tchèque.

## Biographie
Membre du TJ Bizuterie Jablonec, il court sa première saison dans le cirque blanc lors de l'hiver 2003-2004 et son premier championnat international au Festival olympique de la jeunesse européenne en 2005.
Il fait ses débuts en Coupe du monde en 2009 et marque ses premiers points en janvier 2017, en terminant 23e du combiné de Wengen.
Aux Jeux olympiques d'hiver de 2018, à Pyeongchang il se classe notamment 16e du combiné, son meilleur résultat international et 35e du super G.
Il a aussi participé aux Championnats du monde en 2013, 2017, 2019 et 2021, lors desquels, il signe sa meilleure performance en mondial avec le 17e rang au slalom. En 2019, il domine aussi les Championnats tchèques, s'imposant dans les cinq disciplines du ski alpin.

## Palmarès

### Jeux olympiques d'hiver
| Épreuve / Édition   | Descente | Super G | Slalom géant | Slalom  | Combiné / Super combiné |
| JO 2018 Pyeongchang | -        | 35e     | Abandon      | Abandon | 16e                     |

### Championnats du monde
| Épreuve / Édition | Schladming 2013                  | Saint-Moritz 2017                | Åre 2019                         | Cortina d'Ampezzo 2021 |
| Super G           | Disqualifié                      | 39e                              | Abandon                          | Non-partant            |
| Slalom géant      | Abandon                          | Abandon                          | -                                | Abandon                |
| Slalom            | Abandon                          | Abandon                          | Abandon                          | 17e                    |
| Descente          | -                                | 43e                              | 50e                              | -                      |
| Combiné           | -                                | 32e                              | 36e                              | Abandon                |
| Parallèle         | Épreuve inexistante à cette date | Épreuve inexistante à cette date | Épreuve inexistante à cette date | Abandon                |

### Coupe du monde
- Meilleur classement général : 141e en 2017.
- Meilleur résultat individuel : 23e.

#### Classements
| Saison / Épreuve | Saison / Épreuve | Général | Général | Descente | Descente | Slalom | Slalom | Slalom géant | Slalom géant | Super G | Super G | Combiné | Combiné |
| ---------------- | ---------------- | ------- | ------- | -------- | -------- | ------ | ------ | ------------ | ------------ | ------- | ------- | ------- | ------- |
| Saison / Épreuve | Saison / Épreuve | Class.  | Points  | Class.   | Points   | Class. | Points | Class.       | Points       | Class.  | Points  | Class.  | Points  |
| 2017             | 2017             | 141e    | 8       | -        | -        | -      | 0      | -            | 0            | -       | 0       | 36e     | 8       |
| 2018             | 2018             | 158e    | 1       | -        | -        | -      | 0      | -            | 0            | -       | 0       | 40e     | 1       |

### Championnats de République tchèque
- Champion du super G en 2013 et 2019.
- Champion du combiné en 2013 et 2019.
- Champion du slalom en 2018 et 2019.
- Champion du slalom géant en 2019.
- Champion de la descente en 2019.